# Маслов, Тимур Эльчинович
Тимур Эльчинович Маслов (родился 7 марта 2000 года в Красноярске, Красноярский край) — российский регбист, десятый и замыкающий клуба «Енисей-СТМ».

## Биография
Родился 7 марта 2000 года в Красноярске.
Воспитанник школы «Енисей-СТМ». В главной команде дебютировал в 2017 году, сыграв в Кубке России. В итоге стал обладателем Кубка России 2017 года. В середине лета 2018 года перешёл в «Кубань» на правах аренды. В том же 2018 году стал чемпионом России 2018 года в составе клуба «Енисей-СТМ». В начале 2019 года провёл два матча за «Енисей-СТМ» в рамках Кубка вызова против «Вустера». В 2020 году Тимур уже твёрдый игрок основного состава клуба. Тимур также выступает и за клуб в регби-7, где его неоднократно называли лучшим игроком тура.

## Карьера в сборной
Маслов поочередно выступал за сборные U-18 и U-20. Став твёрдым игроком основного состава «тяжёлой машины» Тимур закономерно получил вызов в национальную команду. 18 декабря 2020 года дебютировал в национальной сборной, выйдя в стартовом составе, в тест матче против Сборной клубов РПЛ. Стал самым результативным игроком в составе сборной России, набрав 8 очков (реализация и два штрафных). Главный тренер Лин Джонс  так оценил дебют Тимура: 
Он прекрасен, сыграл великолепно. Лучший игрок России из всех, что я видел. Может играть на любой позиции. Сегодня его очень сильно давили, но он выстоял, действовал безупречно, не совершил ни одной ошибки .

## Достижения
- Чемпион России: 2018
- Обладатель Кубка России: 2017, 2020

## Статистика
Актуально на 03.02.2021. Еврокубки считаются по календарному году.